# ASB Premiership 2015-16
La ASB Premiership 2015-16 fue la décima segunda edición del máximo torneo futbolístico de Nueva Zelanda. Volvió a contar con ocho equipos, luego de que la edición pasada tuviera nueve. Esto se debió a la disolución del Wanderers. Aun así, la Asociación de Fútbol de Nueva Zelanda logró un trato con Sky Sports para que televise 32 de los 59 partidos de la competición.
Comenzó el 8 de noviembre y terminó el 10 de marzo. El Team Wellington se coronó campeón por primera vez, luego de derrotar en la final por 4-2 al Auckland City, que había sido primero en la fase regular.

## Equipos
| Equipo                        | Ciudad       | Estadio               | Capacidad | Entrenador       | Año ingreso |
| ----------------------------- | ------------ | --------------------- | --------- | ---------------- | ----------- |
| Auckland City Football Club   | Auckland     | Kiwitea Street        | 6000      | Ramon Tribulietx | 2004        |
| Canterbury United Dragons     | Christchurch | ASB Football Park     | 8000      | Willy Gerdsen    | 2004        |
| Hawke's Bay United            | Napier       | Bluewater Stadium     | 4000      | Brett Angell     | 2004        |
| Southern United Football Club | Dunedin      | Forsyth Barr Stadium  | 30 500    | Mike Fridge      | 2004        |
| Team Wellington               | Wellington   | David Farrington Park | 2000      | Matt Calcott     | 2004        |
| WaiBOP United                 | Hamilton     | Waikato Stadium       | 25 800    | Peter Smith      | 2004        |
| Waitakere United              | Waitakere    | North Harbour Stadium | 25 000    | Chris Milicich   | 2004        |
| Wellington Phoenix Reserves   | Wellington   | Newtown Park          | 5000      | Andy Hedge       | 2014        |

## Charity Cup
Como sucede desde 2011, previo a cada inicio de la ASB Premiership, se juega la ASB Charity Cup, la supercopa neozelandesa, que involucra al campeón de la temporada pasada, en este caso el Auckland City, contra el club mejor posicionado en la fase regular, siendo esta temporada el Team Wellington. Tuvo lugar el 1 de noviembre en el Kiwitea Street de Auckland y vio al City llevarse su tercer título en la competición luego de vencer por 3-0 a su par wellingtoniano.
| 1 de noviembre de 2015 | Auckland City                          | 3:0 (2:0) | Team Wellington | Kiwitea Street, Auckland |  |
|                        | Hudson-Wihongi 32' · Lea'alafa 40' 70' | Reporte   |                 |                          |  |

## Clasificación
|    | Equipo                  | PJ | G  | E | P  | GF | GC | Dif. | Pts. |
| -- | ----------------------- | -- | -- | - | -- | -- | -- | ---- | ---- |
| 1º | Auckland City           | 14 | 12 | 2 | 0  | 43 | 12 | 31   | 38   |
| 2º | Hawke's Bay United      | 14 | 9  | 3 | 2  | 29 | 16 | 13   | 30   |
| 3º | Team Wellington         | 14 | 8  | 3 | 3  | 36 | 21 | 15   | 27   |
| 4º | Canterbury United       | 14 | 8  | 2 | 4  | 27 | 20 | 7    | 26   |
| 5º | WaiBOP United           | 14 | 6  | 0 | 8  | 29 | 27 | 2    | 18   |
| 6º | Waitakere United        | 14 | 4  | 1 | 9  | 23 | 36 | -13  | 13   |
| 7º | Wellington Phoenix Res. | 14 | 2  | 1 | 11 | 24 | 46 | -22  | 7    |
| 8º | Southern United         | 14 | 1  | 0 | 13 | 11 | 42 | -31  | 3    |

 PJ = Partidos jugados; G = Partidos ganados; E = Partidos empatados; P = Partidos perdidos;
GF = Goles anotados; GC = Goles recibidos; Dif = Diferencia de gol; Pts = Puntos
Orden de ubicación de los equipos: 1) Puntos; 2) Encuentros entre ambos equipos; 3) Diferencia de goles.
| \| \| Clasificación a los playoffs y a la Liga de Campeones de la OFC 2017 \| \| \| Clasificación a los playoffs \| |                                                                      |
| | Clasificación a los playoffs y a la Liga de Campeones de la OFC 2017 |
| | Clasificación a los playoffs                                         |

### Evolución de las posiciones
| Equipo / Fecha          | 01 | 02 | 03 | 04 | 05 | 06 | 07 | 08 | 09 | 10 | 11 | 12 | 13 | 14 |
| ----------------------- | -- | -- | -- | -- | -- | -- | -- | -- | -- | -- | -- | -- | -- | -- |
| Auckland City           | 1  | 1  | 1  | 1  | 2  | 1  | 1  | 1  | 1  | 1  | 1  | 1  | 1  | 1  |
| Canterbury United       | 2  | 2  | 4  | 5  | 4  | 3  | 2  | 3  | 3  | 2  | 2  | 4  | 4  | 4  |
| Hawke's Bay United      | 5  | 3  | 2  | 2  | 1  | 4  | 4  | 2  | 2  | 4  | 4  | 3  | 2  | 2  |
| Southern United         | 7  | 8  | 6  | 7  | 7  | 8  | 8  | 8  | 8  | 8  | 8  | 8  | 8  | 8  |
| Team Wellington         | 3  | 5  | 3  | 4  | 3  | 2  | 3  | 4  | 5  | 3  | 3  | 2  | 3  | 3  |
| WaiBOP United           | 6  | 4  | 5  | 3  | 5  | 5  | 5  | 5  | 4  | 5  | 5  | 5  | 5  | 5  |
| Waitakere United        | 4  | 6  | 7  | 8  | 8  | 6  | 6  | 6  | 6  | 6  | 6  | 6  | 6  | 6  |
| Wellington Phoenix Res. | 8  | 7  | 8  | 6  | 6  | 7  | 7  | 7  | 7  | 7  | 7  | 7  | 7  | 7  |

## Resultados
| Auckland City      | 1 - 1 | Hawke's Bay United | 12 de noviembre | 19:35 |
| Southern United    | 0 - 2 | Waitakere United   | 15 de noviembre | 13:00 |
| Wellington Phoenix | 0 - 3 | Canterbury United  | 15 de noviembre | 14:00 |
| WaiBOP United      | 2 - 3 | Team Wellington    | 15 de noviembre | 16:35 |

| Waitakere United   | 1 - 5 | WaiBOP United   | 19 de noviembre | 19:35 |
| Hawke's Bay United | 3 - 0 | Southern United | 22 de noviembre | 14:00 |
| Wellington Phoenix | 1 - 3 | Auckland City   | 22 de noviembre | 14:00 |
| Canterbury United  | 2 - 1 | Team Wellington | 22 de noviembre | 16:35 |

| WaiBOP United   | 0 - 1 | Hawke's Bay United | 26 de noviembre | 19:35 |
| Southern United | 1 - 0 | Wellington Phoenix | 29 de noviembre | 14:00 |
| Team Wellington | 3 - 1 | Waitakere United   | 29 de noviembre | 14:00 |
| Auckland City   | 4 - 1 | Canterbury United  | 29 de noviembre | 16:35 |

| Wellington Phoenix | 2 - 1 | Waitakere United  | 3 de diciembre | 19:35 |
| Hawke's Bay United | 2 - 0 | Canterbury United | 6 de diciembre | 13:00 |
| Southern United    | 1 - 2 | WaiBOP United     | 6 de diciembre | 16:35 |
| Auckland City      | 1 - 0 | Team Wellington   | 28 de enero    | 19:35 |

| Waitakere United   | 0 - 4 | Auckland City      | 8 de noviembre  | 14:00 |
| Canterbury United  | 2 - 0 | WaiBOP United      | 10 de diciembre | 19:00 |
| Team Wellington    | 4 - 1 | Southern United    | 13 de diciembre | 13:00 |
| Hawke's Bay United | 5 - 5 | Wellington Phoenix | 13 de diciembre | 16:35 |

| Waitakere United | 2 - 1 | Hawke's Bay United | 17 de diciembre | 19:35 |
| Team Wellington  | 3 - 2 | Wellington Phoenix | 20 de diciembre | 14:00 |
| Southern United  | 1 - 3 | Canterbury United  | 20 de diciembre | 14:00 |
| WaiBOP United    | 0 - 2 | Auckland City      | 20 de diciembre | 16:35 |

| Wellington Phoenix | 3 - 4 | WaiBOP United    | 9 de enero  | 14:00 |
| Hawke's Bay United | 2 - 2 | Team Wellington  | 10 de enero | 13:00 |
| Canterbury United  | 2 - 0 | Waitakere United | 10 de enero | 14:00 |
| Auckland City      | 3 - 1 | Southern United  | 10 de enero | 16:35 |

| WaiBOP United     | 3 - 0 | Southern United    | 14 de enero | 19:35 |
| Canterbury United | 1 - 3 | Hawke's Bay United | 17 de enero | 13:00 |
| Team Wellington   | 2 - 2 | Auckland City      | 17 de enero | 14:00 |
| Waitakere United  | 4 - 1 | Wellington Phoenix | 17 de enero | 16:35 |

| WaiBOP United   | 5 - 0 | Waitakere United   | 21 de enero | 19:35 |
| Southern United | 1 - 2 | Hawke's Bay United | 24 de enero | 12:00 |
| Team Wellington | 2 - 2 | Canterbury United  | 24 de enero | 14:00 |
| Auckland City   | 4 - 2 | Wellington Phoenix | 24 de enero | 16:35 |

| Canterbury United  | 3 - 1 | Wellington Phoenix | 30 de enero | 16:15 |
| Team Wellington    | 3 - 1 | WaiBOP United      | 31 de enero | 14:00 |
| Hawke's Bay United | 1 - 3 | Auckland City      | 31 de enero | 15:00 |
| Waitakere United   | 6 - 0 | Southern United    | 31 de enero | 16:35 |

| Auckland City      | 5 - 1 | Waitakere United   | 4 de febrero | 19:35 |
| Wellington Phoenix | 0 - 2 | Hawke's Bay United | 6 de febrero | 13:00 |
| Southern United    | 0 - 3 | Team Wellington    | 7 de febrero | 14:00 |
| WaiBOP United      | 2 - 3 | Canterbury United  | 7 de febrero | 16:35 |

| Waitakere United   | 2 - 4 | Team Wellington | 11 de febrero | 19:35 |
| Wellington Phoenix | 4 - 3 | Southern United | 13 de febrero | 13:00 |
| Hawke's Bay United | 2 - 0 | WaiBOP United   | 14 de febrero | 15:00 |
| Canterbury United  | 1 - 3 | Auckland City   | 24 de febrero | 16:35 |

| Southern United  | 0 - 4 | Auckland City      | 18 de febrero | 19:35 |
| WaiBOP United    | 4 - 2 | Wellington Phoenix | 20 de febrero | 13:00 |
| Team Wellington  | 0 - 2 | Hawke's Bay United | 21 de febrero | 15:00 |
| Waitakere United | 2 - 2 | Canterbury United  | 21 de febrero | 16:35 |

| Wellington Phoenix | 1 - 6 | Team Wellington  | 26 de febrero | 19:35 |
| Canterbury United  | 3 - 2 | Southern United  | 28 de febrero | 14:00 |
| Hawke's Bay United | 2 - 1 | Waitakere United | 28 de febrero | 14:00 |
| Auckland City      | 4 - 1 | WaiBOP United    | 28 de febrero | 16:35 |

## Playoffs

### Semifinales
| 6 de marzo de 2016, 14:00 | Auckland City   | 2:1 (1:1) | Canterbury United | Kiwitea Street, Auckland |  |
|                           | de Vries 3' 70' | Reporte   | Collett 41'       |                          |  |

| 6 de marzo de 2016, 16:35 | Hawke's Bay United | 1:3 (1:2) | Team Wellington                                    | Bluewater Stadium, Napier |  |
|                           | Matsumoto 10'      | Reporte   | Corrales 5' · Jackson 37' (pen.) · Magno Viera 79' |                           |  |

### Final
| 10 de marzo de 2016, 19:35 | Auckland City                     | 2:4 (0:0, 2:2) (t. s.) | Team Wellington                                    | North Harbour, Auckland                               |                                                       |
|                            | João Moreira 60' (pen.) · Kim 81' |                        | Jackson 52' 99' · Peverley 88' (pen.) · Harris 94' | Asistencia: 1508 espectadores Árbitro(s): Matt Conger | Asistencia: 1508 espectadores Árbitro(s): Matt Conger |

| Bandera de Nueva Zelanda            |
| Campeón Team Wellington 1.er título |

## Goleadores
Para decidir al goleador del torneo no se contabilizan los tantos anotados durante los playoffs.
| Ben Harris                                  | Team Wellington         | 13 | 13 |
| Ryan de Vries                               | Auckland City           | 13 | 14 |
| Stephen Hoyle                               | WaiBOP United           | 10 | 14 |
| Sean Lovemore                               | Waitakere United        | 8  | 14 |
| João Moreira                                | Auckland City           | 7  | 10 |
| Micah Lea'alafa                             | Auckland City           | 7  | 12 |
| Emiliano Tade                               | Auckland City           | 7  | 13 |
| Andre de Jong                               | Canterbury United       | 7  | 14 |
| Hamish Watson                               | Hawke's Bay United      | 6  | 11 |
| Sam Mason-Smith                             | Hawke's Bay United      | 6  | 14 |
| Aaron Clapham                               | Canterbury United       | 5  | 12 |
| James McGarry                               | Wellington Phoenix Res. | 5  | 12 |
| Angus Kilkolly                              | Canterbury United       | 5  | 13 |
| Última actualización: 28 de febrero de 2016 |                         |    |    |